# Bereznehuvate (huyện)
Huyện Bereznehuvate (tiếng Ukraina: Березнегуватський район, chuyển tự: Bereznehuvates'kyi raion) là một huyện của tỉnh Mykolaiv thuộc Ukraina. Huyện Bereznehuvate có diện tích 1264 kilômét vuông, dân số theo điều tra dân số ngày 5 tháng 12 năm 2001 là 23053 người với mật độ 18 người/km2. Trung tâm huyện nằm ở Bereznehuvate.